# Douglas Johnson
Pour les articles homonymes, voir Johnson.
Douglas William John Johnson, né à Édimbourg le 1er février 1925 et mort à Londres le 28 avril 2005, est un historien anglais, spécialiste de la France.

## Biographie
Douglas Johnson fait ses études secondaires à la Royal Grammar School de Lancaster. Il entend à la BBC, alors qu'il a 15 ans, l'appel du 18 juin 1940 du général de Gaulle. Il va dès lors s'intéresser à la France et arbore bientôt la croix de Lorraine. Ayant obtenu en 1942 une bourse pour le Worcester College d'Oxford, il y commence ses études d'histoire. Après avoir été mobilisé dans l'infanterie, il les reprend après la guerre.
En 1947, il est élève étranger à l'École normale supérieure (rue d'Ulm) de Paris. Il y fait des connaissances comme l'historien François Bédarida et le philosophe Maurice Caveing qui deviendront ses amis, le philosophe Louis Althusser ou Madeleine Rebillard, une sèvrienne, agrégée d'anglais, qu'il épousera en 1950. Il commence sa carrière universitaire en 1949 et publie en 1963 son premier livre, sur François Guizot.
Il multiplie ses ouvrages, principalement consacrés à la France, à son histoire et à ses rapports compliqués avec la Grande-Bretagne. Sa connaissance de l'Outre-Manche le fait appeler par le Premier ministre Margaret Thatcher comme consultant pour les affaires françaises. Il assiste auprès d'elle à trois sommets franco-britanniques à Bordeaux, Edimbourg et Avignon, avec les Premiers ministres français Raymond Barre, Pierre Mauroy et Laurent Fabius.
Douglas Johnson fait aussi une abondante œuvre de journaliste d'histoire dans des revues et des journaux comme The Spectator, New Society, Prospect (magazine), The Independent, The Guardian.
À partir de sa retraite en 1990, il publie dans The Guardian et The Independent des nécrologies, considérées comme des morceaux d'anthologie, de personnages célèbres, pour la plupart français : hommes politiques, écrivains, militaires, Résistants.
Douglas Johnson, francophile convaincu, reste toujours un observateur objectif, soucieux en premier lieu de la qualité de son analyse historique, ne faisant jamais apparaître ses préférences politiques. Nul plus que lui n'a contribué à faire comprendre aux Britanniques les divers aspects de la personnalité des Français, à commencer par celle du général de Gaulle. Il a été, selon trois témoins de ses travaux, « un interprète de la France, combattant les préjugés avec une remarquable union de l'érudition, de la fermeté et du tact », « un historien de la France, devenu un ambassadeur de l'Entente cordiale » ou encore « le médiateur culturel entre la France et l'Angleterre ».

### Carrière universitaire
À l'Université de Birmingham, il est maître de conférence en histoire moderne de 1949 à 1963, puis professeur d'histoire moderne jusqu'en 1968 et président de la History School. Ensuite, il rejoint l'University College de Londres (UCL) où il est professeur d'histoire française de 1968 à 1990. Pendant ce temps, il assume les fonctions de président du bureau des examinateurs en histoire (1973-1976), doyen de la faculté des lettres (1979-1982) et chef du département d'histoire (1979-1983).
Après sa retraite, Douglas Johnson est professeur émérite d'histoire de France à l'UCL (1990-2005) et professeur associé au département de français du King's College de Londres (1993-2005). L'Université Aston de Birmingham l'a fait docteur honoris causa.

### Autres activités
- Invité comme conférencier à la Rue d'Ulm, 1954
- Invité comme conférencier à l'Université de Nancy, 1959
- Professeur associé à l'Université d'Aix-Marseille, 1961
- Invité comme conférencier à l'Université McGill de Montréal (Maclean's Lectures)
- Membre depuis 1975 du Conseil franco-britannique, nommé par Lord Duncan Sandys et Wilfrid Baumgartner, puis membre senior ; président d'un colloque d'historiens franco-britanniques organisé par le Conseil, Edimbourg, 1976
- Cofondateur et premier président de l'Association for the study of modern and contemporary France, 1979, à caractère interdisciplinaire, publiant la revue Modern and Contemporary France, 1979-1993
- Invité comme conférencier à l'Université de Paris, 1989
- Participation au Bicentenaire de la Révolution française, Paris, 1989
- Participation au Centenaire du général de Gaulle, Paris, 1990
- Participation au colloque Pompidou et l'Europe, Paris, 1993
- Coprésident avec François Crouzet d'un colloque d'historiens à l'abbaye de Royaumont, 1993
- Participation au Cinquantenaire de la Libération de Paris, Paris, 1994
- Participation à La mémoire de la guerre, réunions sur la Seconde Guerre mondiale organisées par le Conseil régional de Basse-Normandie et Le Monde, avec André Kaspi, Jean-Pierre Azéma, Alain Finkielkraut, Annette Wieviorka, 1994-1995
- Membre du jury du Prix Guizot, de sa fondation en 1994 à 2005
- Représentant de la Grande-Bretagne au Comité scientifique de la Fondation Charles-de-Gaulle à Paris
- Membre de la Commission Tocqueville pour la publication des œuvres complètes de Tocqueville.

## Distinctions françaises
- Officier de la Légion d'honneur (1997)
- Chevalier de l'ordre national du Mérite
- Commandeur des Palmes académiques

## Ouvrages
- Guizot : aspects of French history, 1787-1874, 469 p., Routledge & Kegan Paul, Londres, et University of Toronto Press, Toronto, 1963
- France and the Dreyfus affair, 242 p., Blandford Press, Londres, 1966
- (en) France, Londres, Thames & Hudson, 1969, 272 p. (ISBN 0-500-12018-8) ; 271 p., Walker, New York, 1969
- A concise history of France, Thames & Hudson, Londres, 1970   (ISBN 0500450080)
- François Bédarida, François Bédarida et François Crouzet, De Guillaume le Conquérant au Marché commun : dix siècles d'histoire franco-britannique, Paris, A. Michel, 1979, 441 p. (ISBN 2-226-00855-1)
- An idea of Europe, en collaboration avec Richard Hoggart, Chatto & Windus, Londres, 1987  (ISBN 0701132442)
- The age of illusion : art and politics in France, 1918-1940, en collaboration avec Madeleine Johnson, Rizzoli Staff, Londres, 1987  (ISBN 0-8478-0788-6) ; traduit en français sous le titre La France des illusions, 1918-1940, présenté par Jean-Pierre Rioux, 98 p., Nathan, Paris, 1987  (ISBN 2-09-29004-8-X)
- The permanent revolution, en collaboration avec Geoffrey Best, Collins, Londres, 1988
- Fontana History of modern France, Douglas Johnson directeur, Fontana Press - Collins, Londres, 1983-2005  (ISBN 2-09-290048-X)
- French society and the Revolution, 321 p., Douglas Johnson éditeur scientifique, Cambridge University Press, 1976  (ISBN 0-521-21275-8)
- La Grande-Bretagne, en collaboration avec Hugh Berrington, David Butler et al., 207 p., Presses Universitaires de France, Paris, 1986
- How European are the French ?, University of Reading  (ISBN 0704911906)
- French history : the wars of religion to the fifth Republic, en collaboration avec Roger Mettam, Routledge, Chapman & Hall, Londres  (ISBN 0416816207)
- Biographical dictionnary of French political leaders since 1870, en collaboration avec David Scott Bell et Peter Morris, Association for the study of modern and contemporary France, Harvester Wheatsheaf, Londres, 1990  (ISBN 0-7108-1014-8)
- Britain and France, ten centuries, en collaboration avec François Crouzet et François Bédarida, French-British Council, Dawson, Londres  (ISBN 0-7129-0831-5)
- A day in june : Britain and de Gaulle, 1940, en collaboration avec Ann Corbett, Essays to commemorate the sixth anniversary of de Gaulle's appel du 18 juin, French-British Council, Londres, 2000
- Cross Channel Currents :100 years of the Entente Cordiale, en collaboration avec Robert Tombs, Routledge, Londres, 2004  (ISBN 0-415-34662-2).

## Quelques articles et contributions
- "Les principes de politique du général de Gaulle", Chatam House Journal, 1965
- France and the World beyond : an inaugural lecture delivered at University College London, 20 may 1969, Lewis, Londres  (ISBN 0718603591)
- "L'exception française", Prospect, no 3, 20 décembre 1995
- "The first man of France" (sur Albert Camus), Prospect, no 9, 20 juin 1996
- "France's profound mystery", Prospect, no 15, 20 janvier 1997
- "A Franco-German dance", Prospect, no 17, 20 mars 1997
- "Avis de décès du général Maurice Redon", The Independent, 23 juin 2000
- "Général de Gaulle", Prospect, no 85, 20 avril 2003.

## En souvenir de Douglas Johnson (mémoriaux)
- Problems in French history, hommages à Douglas Johnson, recueillis par Martyn Cornick et Ceri Crossley, professeurs à l'Université de Birmingham, Palgrave, 2000
- Mémorial à l'University College de Londres, 2 décembre 2005 : "Introduction", Julian Hoppit, head of the History Department, UCL ; "Douglas at the University of Birmingham", Robert Knecht, emeritus professor of histoty, University of Birmingham ; "Douglas at University College London", Nicholas Tyacke, reader in early modern British history, UCL ; "Douglas's litterary life", Karl Miller, emeritus professor of English, UCL ; "Douglas and Franco-British relations : an introduction", Lord Radice, chairman of the French-British Council ; "Douglas and Franco-British relations", Hilary Footitt, French-British Council ; "Douglas and French history", Pam Pilbeam, professor of French history, Royal Holloway ; "Conclusions remarks", David d'Avray, professor of history, UCL
- "Douglas Johnson (1925-2005)", François Crouzet, Journal of University of London, Institute in Paris, mai 2005
- "Remembering Douglas Johnson", deux articles de Simon Hoggart et David d'Avray, The Spectator, 21 mai 2005
- "Professor Douglas Johnson, historian whose insight into the recent past held to illuminate contemporary French foreign policy", Obituaries, The Times, mai 2005
- "Douglas Johnson, doyen of French political history in Britain", Martin Evans, History To-Day, juillet 2005, p. 6-7
- "Douglas Johnson (1925-2005)", Siân Reynolds, Journal of the Association for Modern and Contemporary France, vol. 13, 4 novembre 2005, p. 483-487
- Mémorial à l'Institut Français de Londres, "Douglas Johnson Memorial Lectures", conférence du professeur Roderick Kedward, Georges Guingouin et la Résistance dans le Limousin, 24 mai 2006.
- La Society for the Study of French History donne chaque année en hommage à Douglas Johnson une conférence à l'Institute of Historian Lecture de Londres.

## Source
- (en) Cet article est partiellement ou en totalité issu de l’article de Wikipédia en anglais intitulé « Douglas Johnson » (voir la liste des auteurs).